# 安赫林娜·奥夫钦尼科娃
安赫林娜·亚历山德罗芙娜·奥夫钦尼科娃（烏克蘭語：Ангеліна Олександрівна Овчиннікова，Anhelina Olexandrivna Ovchynnikova，2003年12月9日—），乌克兰女子花样游泳运动员，2022年世界游泳锦标赛自由组合、焦点自选金牌得主和集体自由自选银牌得主、2023年世界游泳锦标赛集体自由自选铜牌得主。

## 外部鏈接
- 安赫林娜·奥夫钦尼科娃在FINA（英语）